# Nosalin
Nosalin (deutsch Nitzlin) ist ein Dorf in der Woiwodschaft Westpommern in Polen. Es gehört zur Gmina Postomino (Gemeinde Pustamin) im Powiat Sławieński (Schlawer Kreis).

## Geographische Lage

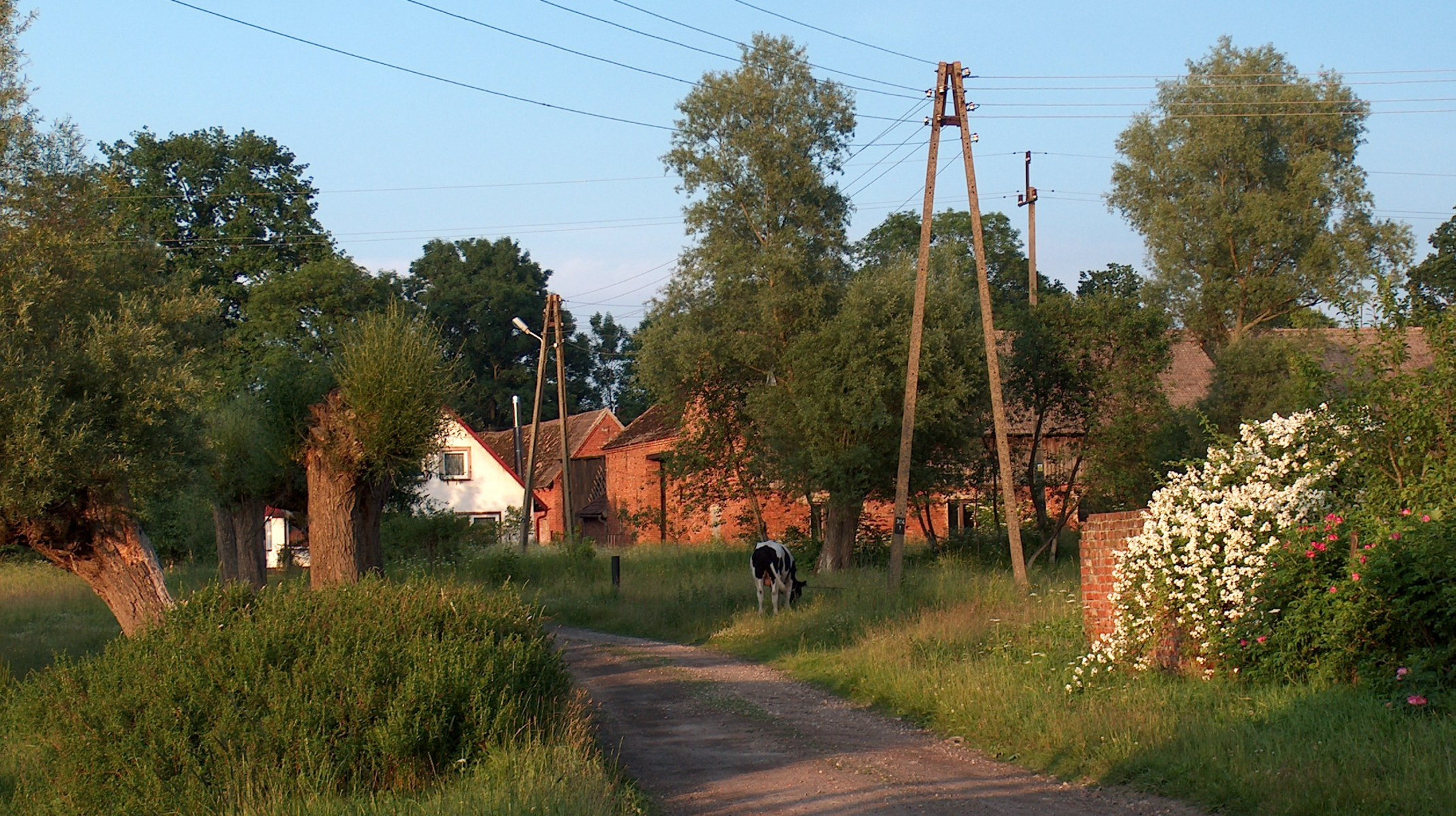
Nosalin
Quelle: www.slupczewski.pl, Michał Słupczewski

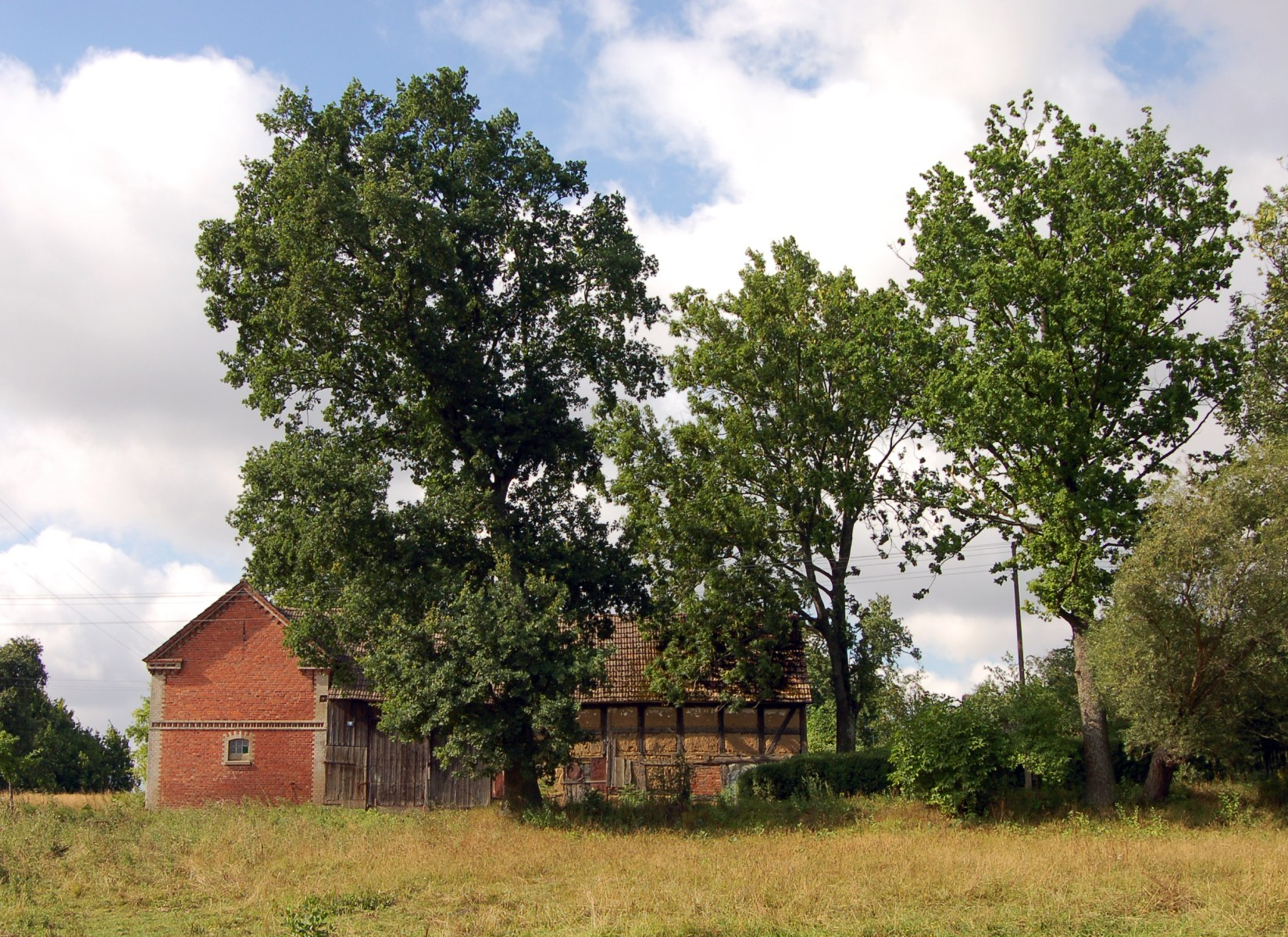
Haus im Dorfkern von Nosalin
Quelle: www.slupczewski.pl, Michał Słupczewski

Das Dorf liegt etwa zwei Kilometer östlich der Wieprza (Wipper). Der Dorfteil Nosalinek (deutscher Name: Neu Nitzlin) liegt etwa 800 Meter nordnordwestlich des Dorfes. Daran schließen sich nach Osten hin zunächst Grasflächen an, darüber hinaus gibt es kleinere Waldgebiete.
Auf der westlichen Seite der Wieprza liegt – gegenüber von Nosalin – das Dorf Staniewice (Stemnitz; etwa 2,4 Kilometer entfernt). Im Osten Nosalins befindet sich in derselben Entfernung das Dorf Pałówko (Neu Paalow) und – etwas näher an Nosalin – das Dorf Pałowo (Alt Paalow). Nördliches Nachbardorf ist Pieszcz (Peest; ebenfalls 2,4 Kilometer entfernt).
Angebunden ist der Ort über eine nach Süden führende Straße an die E 28 (A6). Am 19. Mai 2023 wurde die Straße, die zuvor nur eine Nebenstraße war, als Teil der Kreisstraße 3738Z (auf der Strecke von Staniewice über Nosalin nach Wrześnica) neu eröffnet. Auf dem Weg passiert man zunächst die Eisenbahnlinie 202, die von Stargard (Stargard in Pommern) über Słupsk (Stolp) nach Gdańsk (Danzig) führt, und in 4,1 Kilometern Entfernung von Nosalin kommt man durch das Dorf Wrześnica (Freetz).

## Geschichte
Zur Geschichte des Dorfes ist nicht sehr viel durch belegte Quellen bekannt. Es wird angenommen, dass der Ort immer ein reines Bauerndorf ohne Gutshof gewesen ist. Das Dorf war seit 1466 ein Lehen der Familie von Below. Um 1780 war es eines der größten Dörfer der Gegend, zu dem 17 Bauern, eine Schmiede, ein Schulmeister sowie 34 Feuerstellen gehörten. Zwischenzeitlich war einer von drei Dorfteilen in den Besitz der Familie von Krockow gekommen (von 1635 bis 1637). 1804 war es wieder ganz im Besitz der Familie von Below. Im Jahre 1835 verkaufte diese es an den preußischen Staat, was wahrscheinlich mit den Stein-Hardenbergschen Reformen zusammenhängt. Seitdem ist es ein selbstständiges Bauerndorf. Am 8. März 1945 wurde das Dorf durch sowjetische Truppen besetzt. Die Bauernhöfe wurden von Polen übernommen. Im April 1947 wurden alle Deutschen ausgewiesen.
Der Aufbau und die räumliche, ovalförmige Struktur des Dorfes veränderten sich nach 1945 nur wenig. Einige wenige Gebäude blieben in ihrer ursprünglichen Form erhalten. Die meisten wurden jedoch neu aufgebaut.
Von 1975 bis 1998 war es administrativ der Woiwodschaft Słupsk zugeordnet.

## Bevölkerungsentwicklung
| Jahr | Einwohnerzahl |
| ---- | ------------- |
| 1818 | 223           |
| 1864 | 435           |
| 1885 | 480           |
| 1905 | 407           |
| 1933 | 398           |
| 1939 | 93            |
| 1950 | 157           |
| 1960 | 160           |
| 1970 | 165           |
| 1980 | 166           |
| 1990 | 168           |
| 2006 | 163           |

## Kirche
Die Bevölkerung war vor 1945 vollständig evangelisch und gehörte der Kirchengemeinde in Peest an.

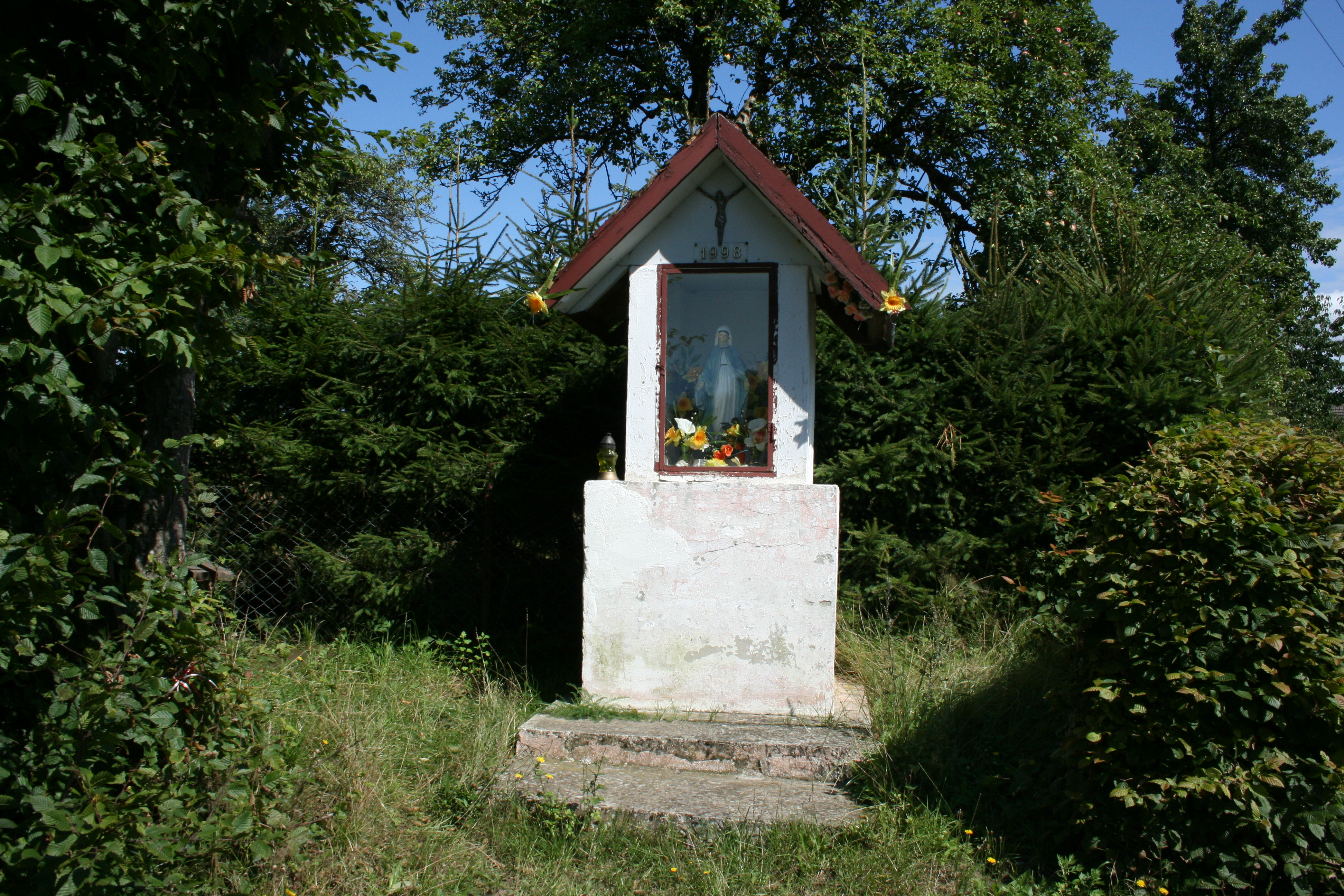
Bildstock
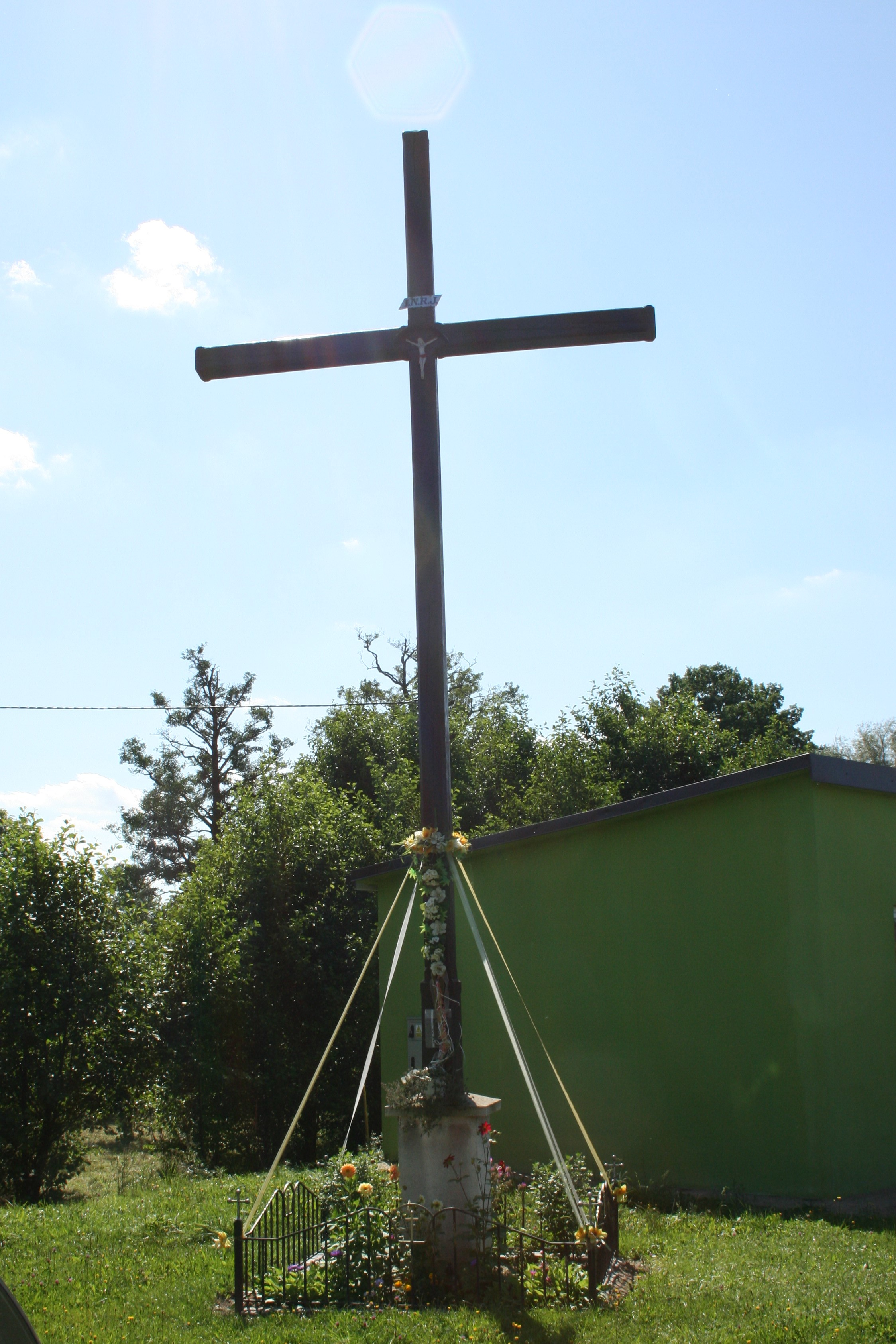
Wegekreuz
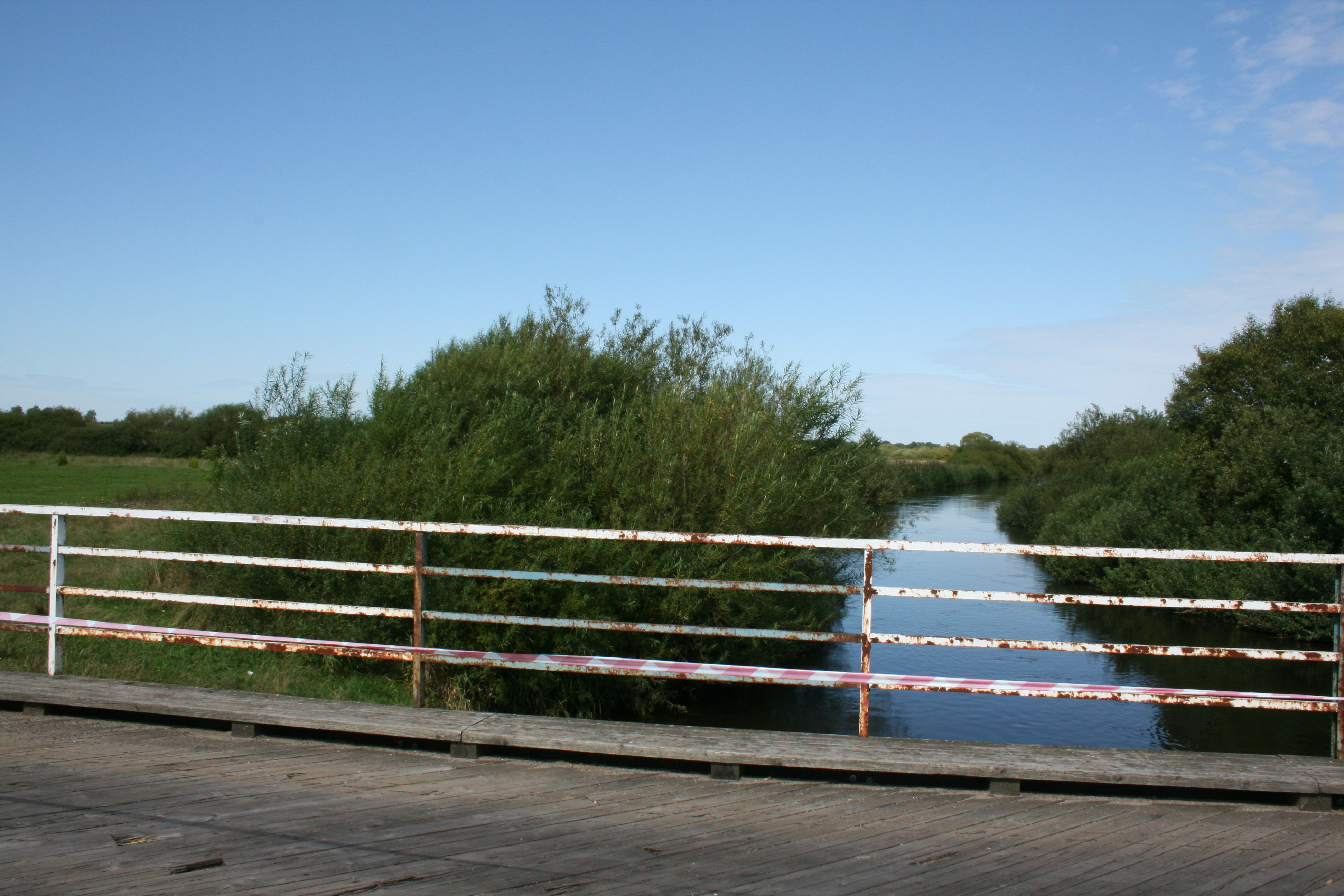
Brücke über die Wieprza
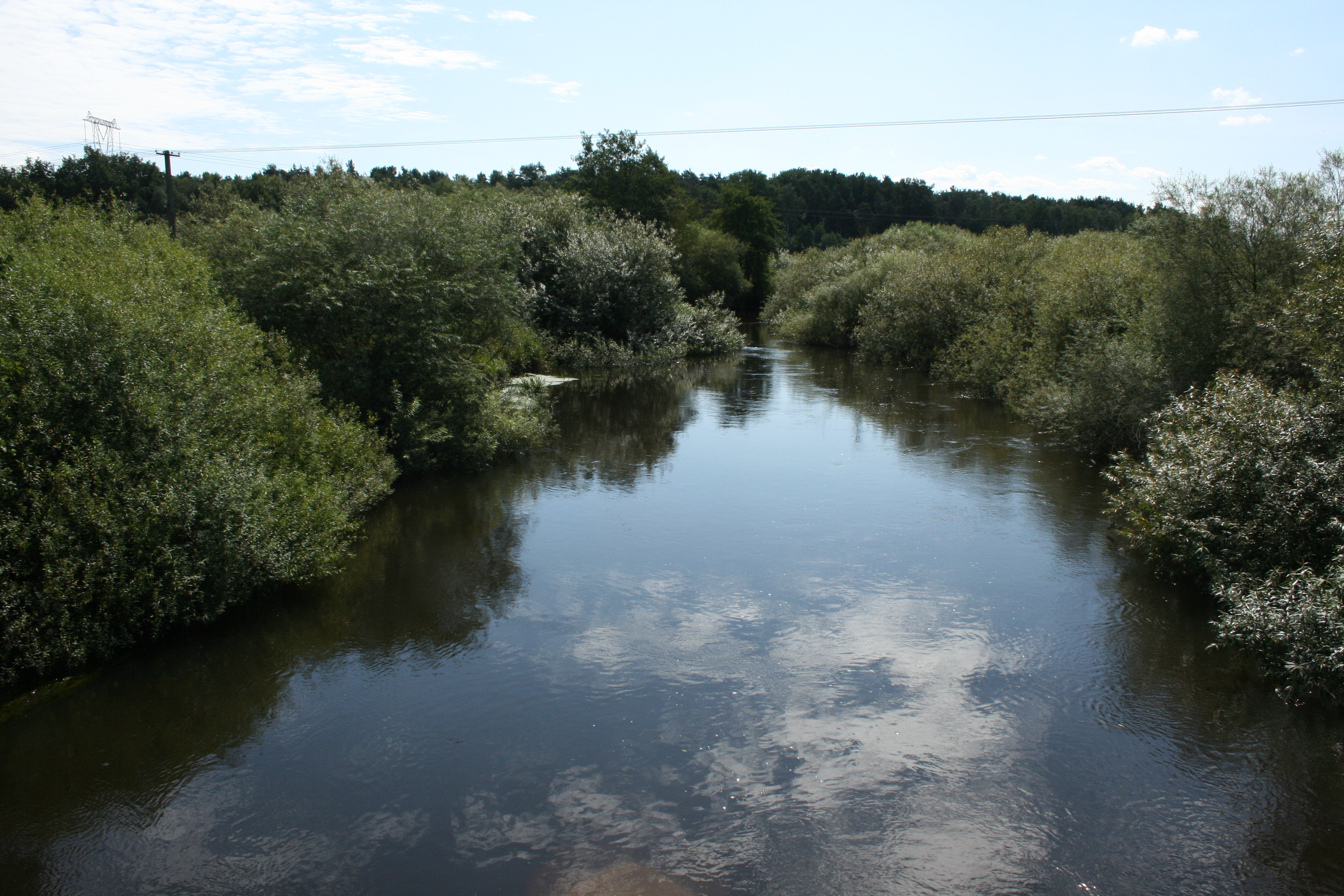
Wieprza
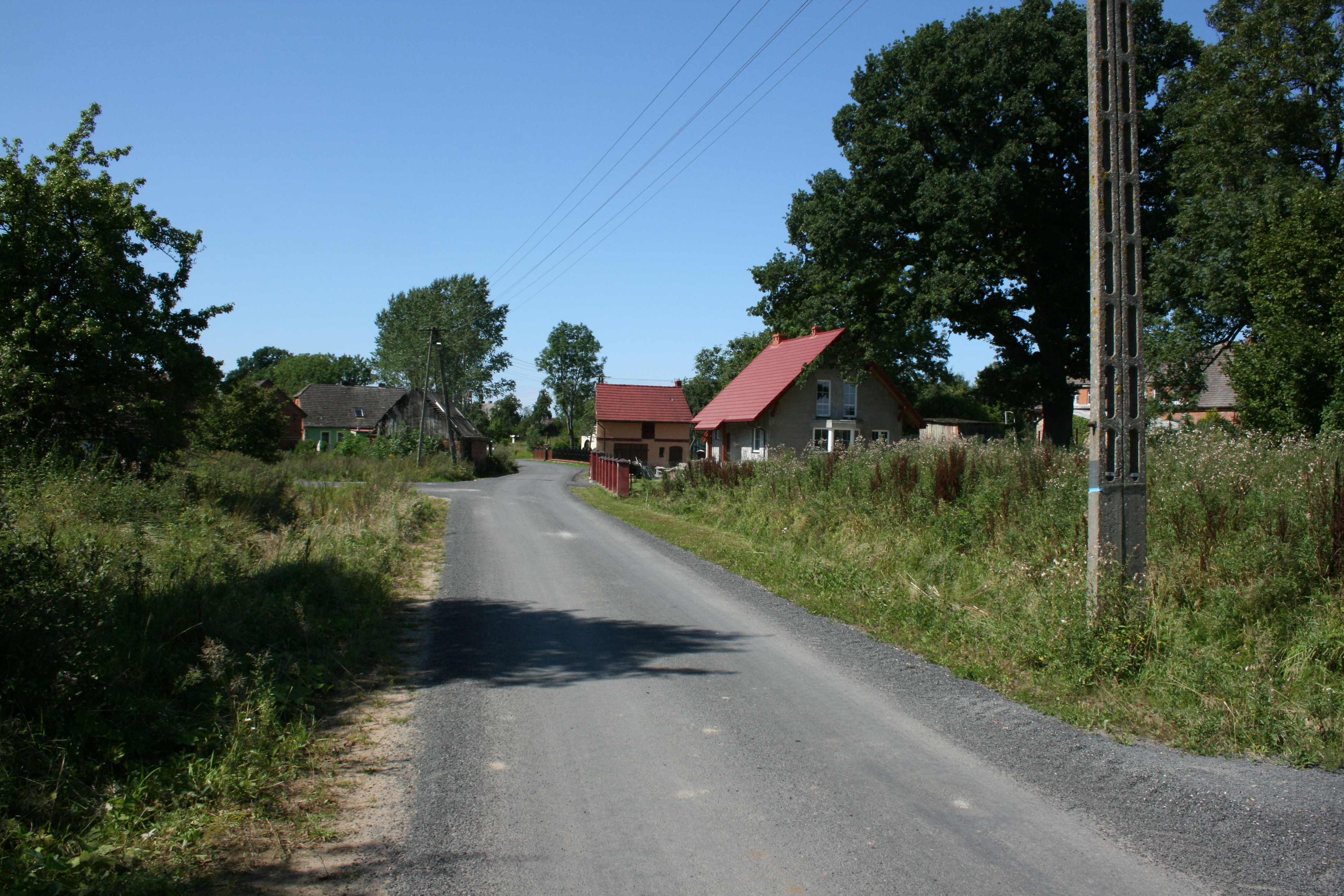
Blick zum Dorfkern von Nosalin

## Schule
Die Schule des Dorfes bestand vor 1945 aus zwei Klassen, die in einem eigenen Schulgebäude mit zwei Lehrerwohnungen unterrichtet wurden. Das Schulgebäude wurde um 1930 errichtet.

## Söhne und Töchter des Ortes
- Wilhelm Mademann (1878–1956), deutscher Politiker (SPD), Landtagspräsident in Lippe